# Кумакване
Кумакване (англ. Kumakwane) — населённый пункт сельского типа на юго-востоке Ботсваны, на территории округа Квененг.

## Географическое положение
Деревня расположена в юго-восточной части округа, примерно в 25 км к западу от столицы страны, города Габороне.

## Население
По данным переписи 2011 года население деревни составляет 5447 человек.
Динамика численности населения деревни по годам:
| 2001 | 2011 | 2013 |
| ---- | ---- | ---- |
| 3139 | 5447 | 6036 |